# Eliseo moltiplica i pani
Eliseo moltiplica i pani è un dipinto del pittore italiano Tintoretto, realizzato con la tecnica dell'olio su tela. L'opera misura 370 cm di altezza per 265 cm di larghezza. Dipinto tra il 1577 e il 1578, è attualmente esposto alla Scuola Grande di San Rocco a Venezia.

## Descrizione e stile
Tintoretto ha realizzato questo ovale per il tetto della Sala Grande della Scuola. La figura del profeta Eliseo domina la tela, reggendo un cesto e nell'atto di chinarsi sui pani. Sullo sfondo tre donne assistono alla scena insieme ad altre tre figure più in lontananza.
Questa scena biblica è simbolicamente legata all'eucaristia ed al compito dei fratelli di nutrire i poveri, da sempre al centro del programma della suddetta Scuola di San Rocco.